# Oonops viridans
Oonops viridans är en spindelart som beskrevs av Bryant 1942. Oonops viridans ingår i släktet Oonops och familjen dansspindlar.
Artens utbredningsområde är Puerto Rico. Inga underarter finns listade i Catalogue of Life.